# Michel Foucault
Michel Foucault (Poitiers, 15 oktober 1926 – Parijs, 25 juni 1984) was een Frans filosoof, bekend vanwege zijn politiek activisme in de jaren 70 en 80 en zijn analyses in de politieke filosofie via begrippen als disciplinemaatschappij, biopolitiek en biomacht. Men plaatst hem in de continentale filosofie, het structuralisme en poststructuralisme, hoewel hij de termen niet met zichzelf associeerde. Foucaults colleges trokken overvolle zalen. Hij zou dit doen tot hij in 1984 aan een aids-gerelateerde ziekte overleed. 

## Oeuvre
Zijn oeuvre wordt ingedeeld in drie periodes. In de vroege periode, tot 1975, richt Foucault zich op het ontstaan van de menswetenschappen en hun onderzoek: de waanzinnige en de patiënt. Foucault onderzoekt conceptuele systemen, épistémès die waarheid en kennis bepalen. Inspiratie hiervoor vindt hij in de Franse epistemologie, structuralisme en Les mots et les choses (1966).
In de periode van 1975 tot 1980 raakt Foucault geïnspireerd door de geneaologische methode van Friedrich Nietzsche en verschuift zijn focus naar macht. Hij onderzoekt hoe macht aan de oorsprong ligt van de menswetenschappen. In Surveiller et punir (1975) stelt hij dat in de 18e en 19e eeuw de soevereine macht naar een disciplinaire macht overgaat. Eind 18e eeuw ziet hij naast de disciplinaire macht biomacht. Ten slotte komen discipline en biomacht samen in biopolitiek, geïllustreerd in de seksualiteit. Deze overgang beschrijft hij in Histoire de la sexualité I: La volonté de savoir (1976).
Tussen 1980 en 1984, veranderde Foucault van thema. Hij wil de Histoire de la sexualité vervolledigen. In 1984, enkele maanden voor zijn dood, verschenen hierover twee boeken. In plaats van zich te richten op de (anonieme) macht die het denken over seksualiteit bepaalt, focust hij op hoe individuen hun leven vorm geven. Foucault noemt dit subjectivering. In plaats van de 18e en 19e eeuw te bespreken, beschrijft hij hoe de Oude Grieken en Romeinen een bestaansesthetica uitbouwden.

## Levensloop

### Vroege jaren
Paul-Michel Foucault werd geboren op 15 oktober 1926 in Poitiers, als het tweede kind in een welgesteld gezin uit de hogere middenklasse. Hij werd genoemd naar zijn vader, dr. Paul Foucault, zoals de familietraditie het wilde. Door zijn moeder kwam er 'Michel' achter. Als kind werd hij 'Paul' genoemd, terwijl hij de naam 'Michel' prefereerde. Zijn vader (1893-1959), geboren in Fontainebleau, was chirurg. Hij verhuisde naar Poitiers, waar hij zijn praktijk opstartte en met Anne Malapert trouwde. Zij was de dochter van de welgestelde chirurg Prosper Malapert. Die leidde een privépraktijk en doceerde anatomie aan de Universiteit van Poitiers. Paul Foucault nam de praktijk van zijn schoonvader over, terwijl zijn vrouw zich bezighield met hun 19e-eeuwse huis, Le Piroir, in Vendeuvre-du-Poitou. Ze kregen drie kinderen, een meisje Francine en twee jongens, Paul-Michel en Denys. Hoewel de familie niet strenggelovig was, werden de kinderen rooms-katholiek opgevoed en bezochten ze regelmatig de mis. Michel was een tijd misdienaar. Later vertelde Foucault weinig over zijn kindertijd. Hij beschreef zichzelf als een 'jeugddelinquent' en stelde zijn vader voor als een 'bullebak' met de gewoonte hem streng te straffen. In 1943 behaalde hij zijn baccalauréat.
Vervolgens keerde hij terug naar het Lycée Henry-IV om er een jaar geschiedenis en filosofie te studeren, met hulp van de filosoof en privéleraar Louis Girard. De studie was bedoeld als voorbereiding op de École normale supérieure (ENS), de elite-universiteit in Parijs. Hij scoorde slecht op de schriftelijke test en werd 101e, terwijl de eerste honderd werden toegelaten voor het mondelinge deel. Zijn vader wilde dat Michel in zijn voetsporen trad en geneeskunde zou studeren, maar Michel weigerde. In 1945 ging Foucault naar Parijs waar hij zich inschreef voor het Lycée Henri-IV, een prestigieuze school in het secundair onderwijs. Hier kreeg hij les van Jean Hyppolite, een existentialist en een Hegel-expert, die het existentialisme wilde verenigen met de dialectische theorieën van Hegel en Marx. Hyppolite beïnvloedde Foucault met zijn mening dat filosofie het beste via de geschiedenis bestudeerd kon worden. Doordat hij bij Hyppolite uitblonk, werd hij alsnog toegelaten aan de ENS.

### Latere jaren

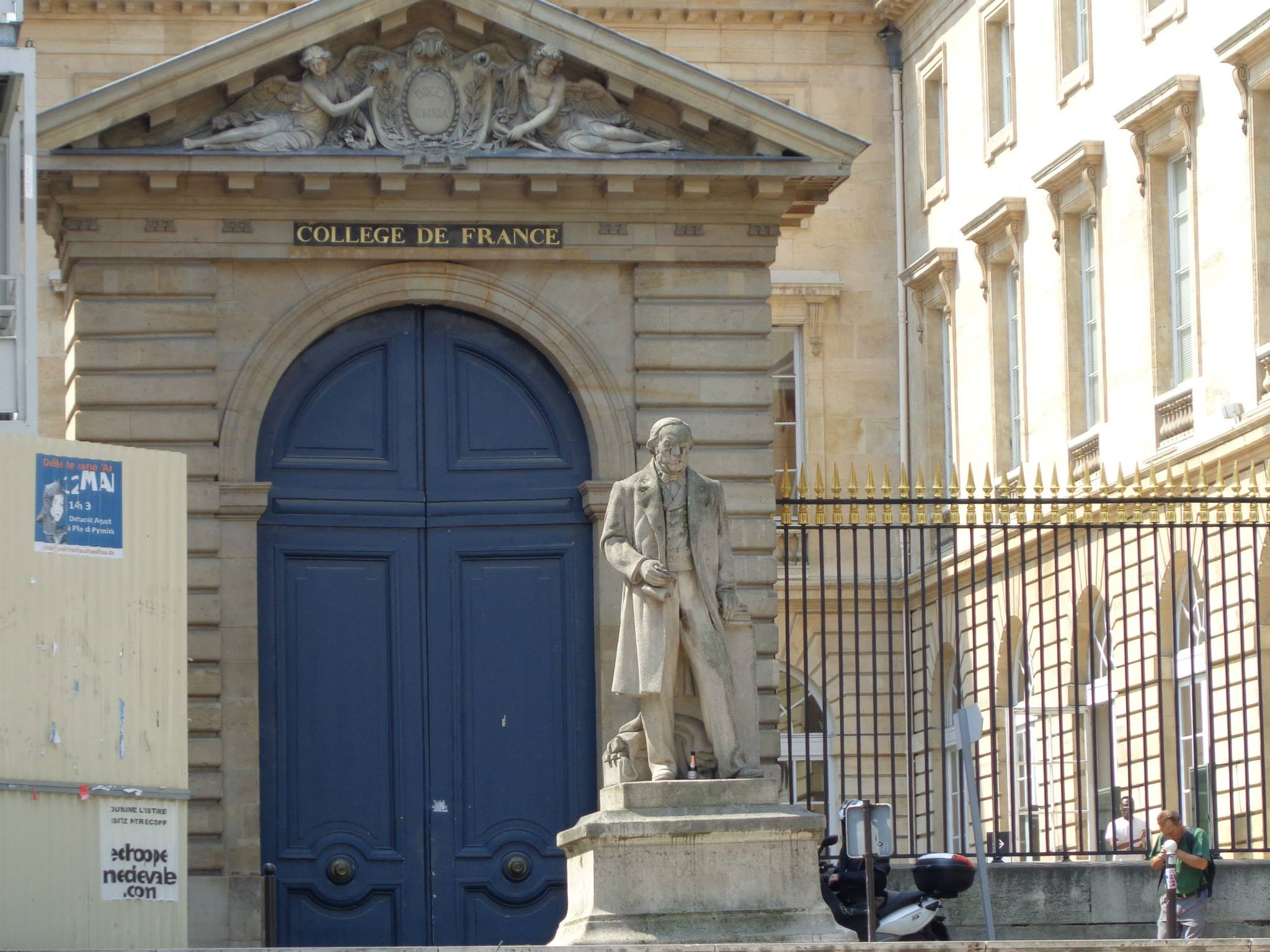
Foucaults populariteit werd groter toen hij in 1970 werd voorgedragen voor het befaamde Collège de France, waar hij de leerstoel 'Geschiedenis van denksystemen' bekleedde.

Tijdens zijn studie aan de ENS worstelde hij met zijn homoseksuele geaardheid en had hij  zelfmoordneigingen. Hij was korte tijd lid van de communistische partij. Begin jaren 50 studeerde hij af in de filosofie en in de psychologie. Zijn interesse ging naar de psychopathologie. In die lijn lag zijn proefschrift, waarop hij (onder begeleiding van Georges Canguilhem) in 1961 promoveerde: Folie et déraison. Histoire de la folie à l’âge classique (Geschiedenis van de waanzin in de klassieke tijd). Daarmee verwierf hij geen bekendheid. Dat veranderde in 1966 toen zijn boek Les mots et les choses. Une archéologie des sciences humaines uitkwam. Deze publicatie vestigde zijn reputatie. Na de opstanden van mei 1968, die Foucault niet meemaakte omdat hij in Tunis gasthoogleraar was, keerde hij zich af van het marxisme. De Franse Communistische Partij, die de opstand niet steunde, was in zijn ogen een disciplinair instituut van de gevestigde orde. De tweedeling tussen arbeidersklasse en kapitaal, die in de marxistische traditie centraal staat, maakte in Foucaults werk plaats voor een 'microkosmos' van strijd: de arbeidersstrijd, het feminisme, de homo-emancipatie en andere gemarginaliseerde groepen.
Foucault ondertekende in 1977 samen met een aantal prominente Franse intellectuelen onder wie Jean-Paul Sartre, Jacques Derrida, Simone de Beauvoir, Bernard Kouchner, Jack Lang  e.a. een petitie gericht aan het Franse parlement die opriep tot het decriminaliseren van alle consensuele seksuele betrekkingen met minderjarigen onder de Franse minimumleeftijd van 15.
In de jaren '80 was Foucault gastdocent aan de University of California, Berkeley, UCLA, de University of Vermont en aan de New York University. Het succes van zijn lezingen en groeiende faam binnen intellectuele kringen werd genoteerd door Time Magazine. Foucault, een adept van De Sade, frequenteerde in San Francisco sado-masochistische saunasalons en zong in interviews de lof van het sado-masochisme, dat hij omschreef als "de echte creatie van nieuwe mogelijkheden tot genot". Hij liep hiv op en stierf op 25 juni 1984 in Parijs aan bloedvergiftiging ten gevolge van AIDS.
Kort na zijn dood richtte Foucault's partner Daniel Defert de eerste nationale hiv/aids-organisatie in Frankrijk op, genaamd AIDES, een woordspeling op het Franse woord voor hulp, aide, en de naam van de aandoening.

### Nalatenschap
Na Foucaults dood kwam de vraag over zijn nalatenschap. Foucault eiste dat zijn ongepubliceerde geschriften niet postuum mochten verschijnen. Dit verzoek werd geëerbiedigd, met dien verstande dat er alleen lezingen verschenen waarvoor Foucault toestemming gaf. Recent zijn er toch werken verschenen, zoals Les aveux de la chair (2018).
Na zijn dood kwam naar buiten dat Foucault mogelijk regelmatig minderjarige jongens zou hebben misbruikt. Volgens een vriend zou hij deze jongens in Tunesië hebben betaald voor seksueel contact.

## Filosofie

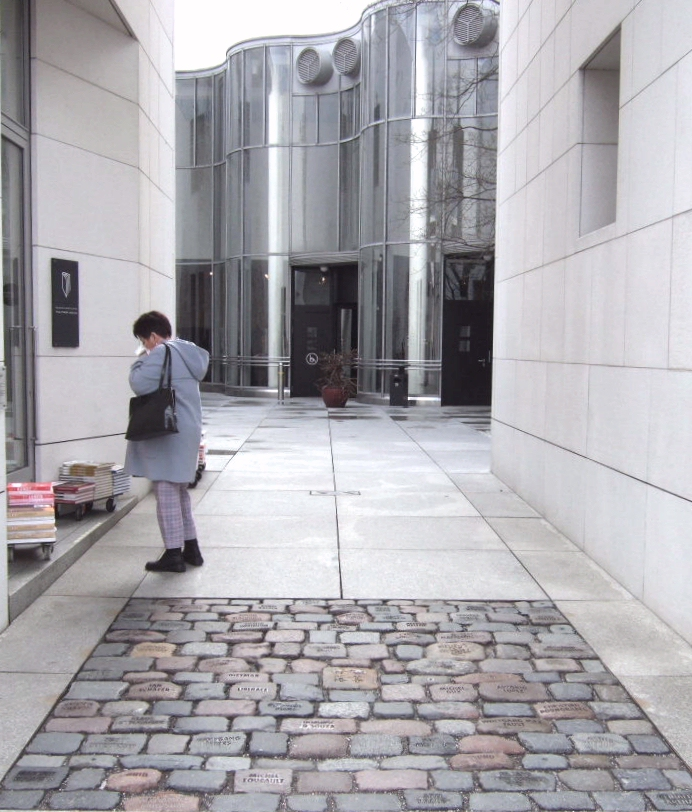
Koud Vierkant - Installatie door de kunstenaar Tom Fecht van straatstenen met de namen van beroemde aids-slachtoffers bij de ingang van de Kunst- en Tentoonstellingshal van de Duitse Bondsrepubliek te Bonn.

Foucaults werk kent drie periodes en drie kernbegrippen: waarheid (jaren 60), macht (jaren 70) en lust en het Zelf (jaren 80). Dit wil niet zeggen dat er geen overlappingen zijn. Hierdoor ontstond de discussie over de eenheid van het oeuvre versus de breuken erin.

### Over menswetenschappen
Zijn eerste werk was Maladie mentale et personnalité (1954), waarin de latere thematieken duidelijk zijn: de geneeskunde, psychiatrie en waanzin. In de oorspronkelijke versie leunde Foucault aan bij de psychoanalyse van Sigmund Freud en de fenomenologische en existentiële Daseinsanalyse van Martin Heidegger en Ludwig Binswanger. In een heruitgave van 1962 komt hij op zijn stappen terug: vanuit historisch oogpunt is 'waanzin' een sociale constructie. Hij werkte het uit in Histoire de la folie à l'âge classique: Folie et déraison (1961).
Histoire de la folie onderzoekt de 'waanzin' sinds de Renaissance. Zijn opzet is een kritiek op de psychologie en psychiatrie en de wijze waarop de disciplines naar hun geschiedenis kijken. Ze beschrijven hun ontstaan samenhangend met het 'ontdekken' van hun onderzoeksobject: de 'geestesziekte' (maladie mentale) en een steeds 'humanere' omgang met de patiënt. De mentaal zieke wordt als iets dat eeuwig bestond en in de moderne tijd ontdekt wordt. Foucault stelt daarentegen dat 'waanzin' niet vaststaat, maar bepaald is door de historische periode. Hij ziet drie fases:
1. De Renaissance stelt waanzinnigen in de kunst voor als bezitters van een specifieke vorm van wijsheid, namelijk kennis van de grenzen van onze wereld. In de literatuur toonden zij de grens wat mensen zijn en wat ze pretendeerden te zijn. Voorbeelden zijn Het narrenschip (ca. 1494) van Jheronimus Bosch of Erasmus' Lof der Zotheid (1511). Midden 17e eeuw verschuift de omgang met gekken.
2. De Klassieke Periode (17e - 18e eeuw): Terwijl vroeger waanzinnigen getolereerd werden in de marge, worden ze nu samen met prostituees, landlopers en andere randfiguren opgesloten in instellingen. "De Grote Opsluiting" ziet afwijkingen als het resultaat van morele fouten. Prostituees, landlopers en gekken werden gezien als personen die vrijwillig voor hun levensstijl kozen. Binnen deze instellingen ontstaat het beeld van waanzin als een reële categorie, die te bestuderen en te genezen is.
3. De Moderne Tijd (19e eeuw -) Panoptica sluiten 'gekken' op en observeren om hen te genezen en de maatschappij te beschermen. Ook de therapie evolueert. Foucault betwist dat deze overgang naar gespecialiseerde instellingen een morele stap vooruit is. Voor hem is de 'verlichte' behandeling van patiënten even wreed als de vroegere behandeling.

Dit boek beïnvloedde de antipsychiatrie, de vraag of geestesziektes bestaan en hoe waanzin te analyseren is. Foucault wilde met de waanzin in de kunst en de literatuur het uit de vergetelheid halen. Na een studie over het ontstaan van het ziekenhuis, Naissance de la clinique (1963), verscheen een studie over de menswetenschappen Les mots et les choses (1966; De woorden en de dingen). Dit boek stelt de vraag hoe de mens over zichzelf vanaf de Renaissance denkt. Met zijn 'archeologische' methode groef hij historische denklagen en concludeerde dat...:
- ...de geschiedenis van de kennis zich discontinu ontwikkelt.
- ...de waarheid een tijdelijke constructie is.
- ...de hedendaagse, zelfbewuste mens een uitvinding is van rond 1800, een uitvinding die zal verdwijnen.

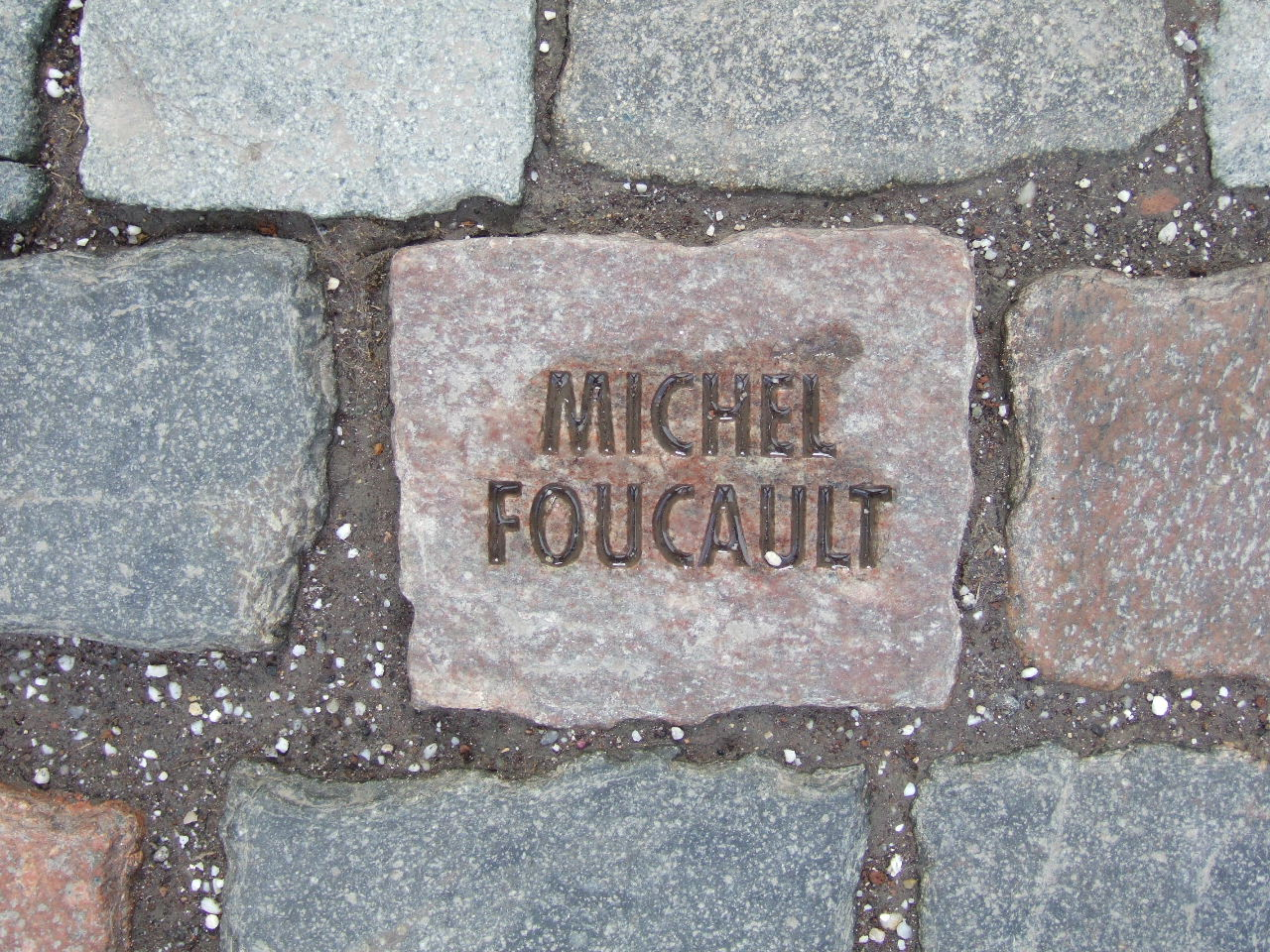
Koud Vierkant - De steen ter nagedachtenis aan Michel Foucault.

Het kernbegrip dat de inzichten verbindt, is dat van épistémè. Volgens Foucault typeert elke periode zo'n épistémè, het is een onderliggend gestructureerde epistemologische ruimte als mogelijkheidsvoorwaarde van alle kennis en wetenschap van een periode. De wetenschappen zijn niet te bestuderen vanuit de ideeëngeschiedenis of met de focus op de ontwikkeling ervan, daarvoor zijn er te weinig verbindingen tussen de 'stadia'. De verbanden moeten gezocht worden tussen de wetenschappen zelf, binnen één épistémè:

Zo de natuurlijke historie van Tournefort, Linnaeus en Buffon verband houdt met iets anders dan met zichzelf, dan is dat niet met de vergelijkende anatomie van Cuvier of met de evolutieleer van Darwin, maar met de grammaire générale van Bauzée, met de analyse van geld en goederen, zoals die wordt aangetroffen bij Law, bij Véron de Fortbonnais of bij Turgot.

De épistémè verandert en de epistemische breuk verschuift het wereldbeeld (analoog aan de verschuiving van hoe men naar waanzin kijkt). Een eeuwige waarheid, adequaatheid, juistheid van kennis en zekerheid zijn problematisch. Wat als waar verschijnt, hangt af van het épistémè en de afspiegeling van de werkelijkheid. Foucault beschrijft in Les mots et les choses de opeenvolging van de epistèmès en het ontstaan van de menswetenschappen. Die duiken in de 18e en 19e eeuw op in de épistémè van de moderne mens, een 'autonoom subject'. De onafhankelijkheid van de mens (los van theologie of traditie) maakt hem tot een (studie)object voor de menswetenschappen. Foucault wijst op de tendens waarbij het structuralisme deze autonomie van de mens ter discussie stelt en van de mens een anoniem 'men' maakt, passend in het 'systeem' en de maatschappelijke 'structuren'. Het is een voorspelling van een nieuw épistémè waarin de mens als categorie verdwijnt:

De mens is een uitvinding waarvan de archeologie van ons denken gemakkelijk de jonge datum kan aantonen. En misschien ook het naderende einde. Als die dispositie, die indeling van het weten, mocht komen te verdwijnen zoals zij ook eens verschenen is, als zij door de een of andere gebeurtenis waarvan wij op zijn hoogst de mogelijkheid kunnen voorvoelen, maar waarvan wij voor het ogenblik vorm en belofte nog niet kennen, omver kwamen te tuimelen zoals bij de overgang van de XVIIde naar de XVIIIde eeuw de grond onder het klassieke denken aan het wankelen raakte, - dan kunnen we wel wedden, dat de mens zou verdwijnen, - zoals een gelaat van het zand, bij de grens der zee.

In L'archeologie du savoir (1969) gaat Foucault in op de kritieken op dit boek en focust hij op zijn archeologische methode. Zo bevat het boek verscheidene kritieken op andere historiografische methoden, zoals de ideeëngeschiedenis, de methode van de Annales-school en Foucaults leermeesters zoals Gaston Bachelard en Louis Althusser.

### Over macht

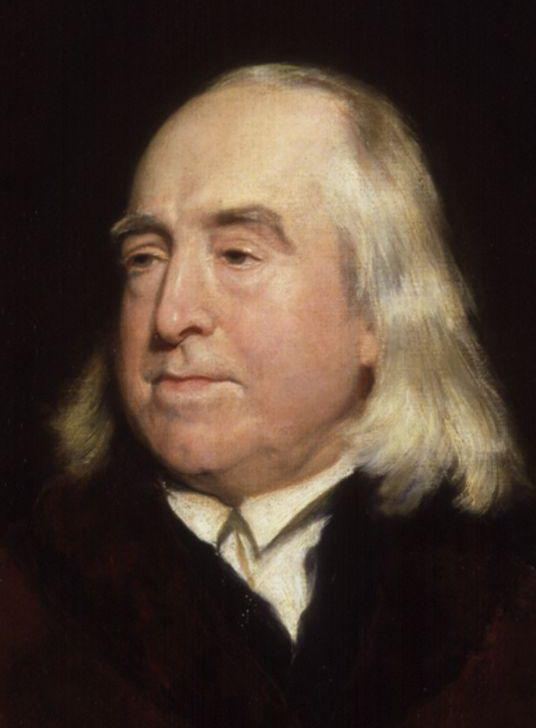
Jeremy Bentham stelde in 1791 een architectuur voor waarin er in het midden een centrale toren staat met daarrond de cellen. De ruimte is zo dat de bewaker alle cellen ziet, terwijl de gevangenen nooit zien. De ruimte laat toe om mensen te controleren, disciplineren, bewaken, bestuderen, vergelijken, verbeteren.

In Surveiller et punir (1975) stelt Foucault vast dat er de laatste eeuwen een overgang plaatsvond van soevereine macht naar disciplinerende macht. Onder soevereine macht verstaat hij die van de absolute vorsten, macht bestaande uit (af)nemen (belastingen) en opeisen (als de soeverein in gevaar is: een publieke executie of een offer voor het vaderland bij een oorlog). Macht is zichtbaar en toont zich in haar glorie bij een kroning, een intocht of een executie. De onderdanen zijn onzichtbaar, ze worden niet vermeld in de kronieken en hun leven is geen prioriteit. Vanaf de 17e eeuw ontstaat de discipline. De rollen worden omgedraaid. In de disciplinemaatschappij is de macht onzichtbaar. De staat verzamelt data over de bevolking en executies gebeuren achter gesloten deuren terwijl het slachtoffer centraal staat. De lichamen van de onderdanen zijn machines: productief en te sturen. Foucault illustreert dit met het principe van het panopticum, een term bedacht door Jeremy Bentham. In zijn boek toont Foucault hoe de beheersingstechnologie zich meester maakt van de westerse maatschappij. Het panopticon hoort bij een geordende maatschappij, waarin alles zichtbaar is en waarin mensen gevormd en gesocialiseerd worden. Volgens Bentham is het panopticum 'een erg nuttig instrument voor regeerders', een middel 'om alles wat met een zeker aantal mensen samenhangt, hun totale levensomstandigheden, te kennen en te beheersen'. De principes van het panopticon zijn:
1. Individualisering: Elke celbewoner is geïsoleerd, hoort of ziet geen medebewoners. Dit is een tegenstelling met de kerkers die Goya in die tijd schilderde. Daarin gaat de massa in het halfduister op;
2. Volledige zichtbaarheid van het individu;
3. Dit individu wordt gezien zonder zelf te zien. Hij is object van informatie en wetenschap;
4. De machtsrelatie met de opzichter is asymmetrisch;
5. Opzichters zien de celbewoner, maar zij hem niet, zij vermoeden zijn aanwezigheid;
6. Machtsmaximalisering: het is onnodig dat er permanent een opzichter aanwezig is. Het besef dat men gecontroleerd kan worden is voldoende om rust en orde te verzekeren;

De voordelen zijn legio. Gaat het om...
1. gevangenen dan is er geen gevaar voor ontsnappen of opstootjes;
2. scholieren dan is er geen gevaar voor afkijken of wanorde;
3. arbeiders dan kan sabotage en geklets onder het werk vermeden worden;
4. geesteszieken dan kunnen ze elkaar niet aansteken;
5. zieken dan kunnen ze elkaar niet besmetten.

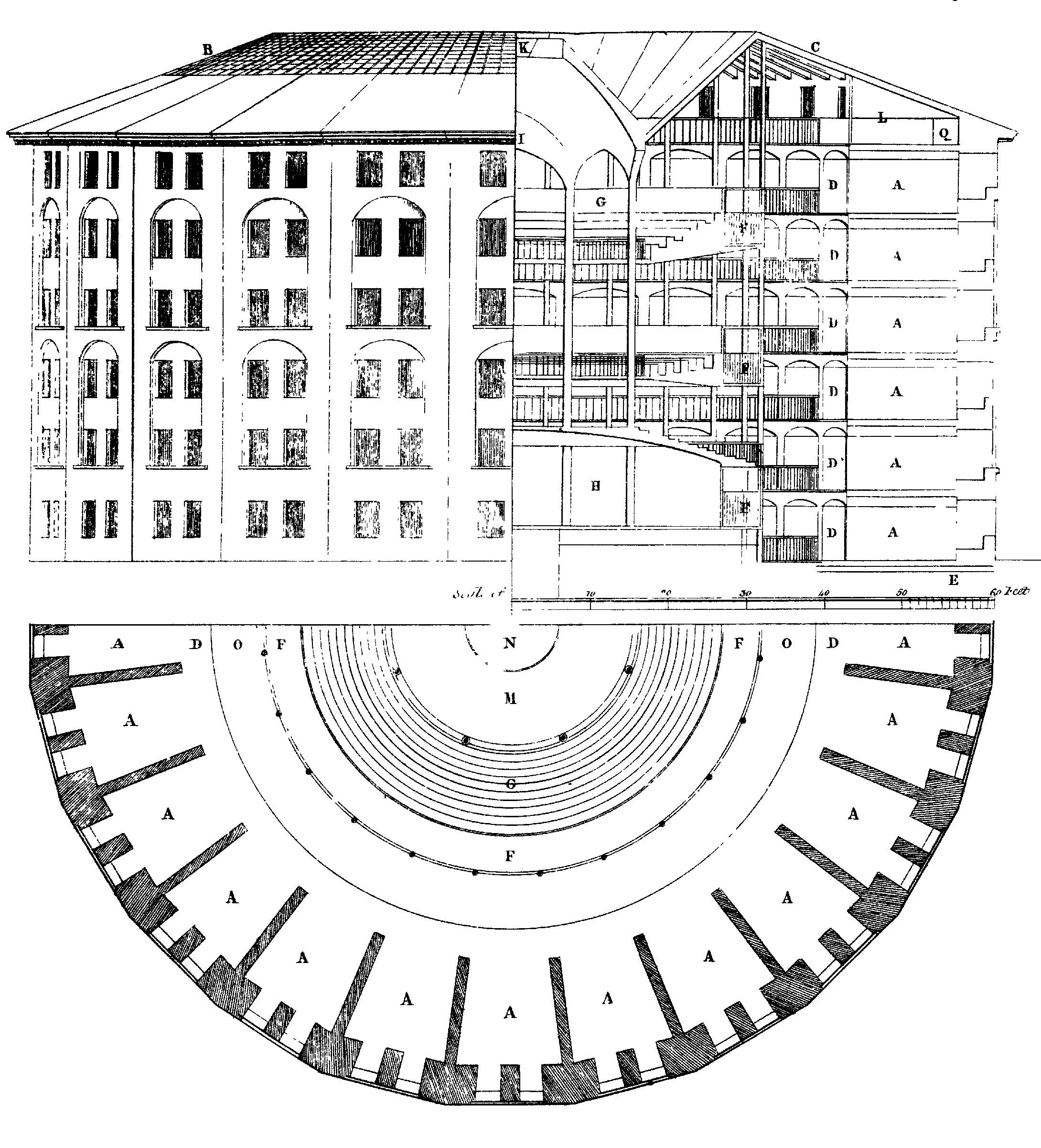
Blauwdruk van een panopticum van de hand van Jeremy Bentham, 1791. Bentham was lyrisch over zijn systeem en wil het uitbreiden naar de materniteit, de crèche, de school, de fabriek, het leger, de gevangenis, de psychiatrie of het ziekenhuis. Die leren de mens een vaste, gestructureerde en geïnternaliseerde handelswijze aan. Men stelt gedrag spontaan, zonder na te denken. Door dagschema's, lesroosters, belsignalen, dossiers, normeringen, leeftijdsgebonden klasgroepen, testen en evaluaties is men steeds op de hoogte van wat de individuen waar doen.

Zo dringt de macht diep in de maatschappij, terwijl het niet onderdrukkend aanvoelt. Deze 'machtsmachine' maakt deel uit van de 18de-eeuwse disciplinering die met het kapitalisme opduikt. Macht en kennis gaan samen. Experimenten kunnen opgezet worden in dit 'laboratorium'. Centraal in de disciplinering staat de norm. De disciplinering en de norm leiden tot het ontstaan van de menswetenschappen. Het objectiverings- en individualiseringsproces via de dataregistratie leidde in panoptica tot de geboorte van de pedagogie, de criminologie, de andragogie, de sociologie, de polemologie, de psychiatrie en psychologie. Het individu dat de wetenschappen beschrijven, meten en vergelijken, valt samen met het individu dat men normaliseert, controleert, corrigeert en dresseert. De moderne mens is resultaat en object van macht én wetenschap die zich hand in hand ontwikkelen.
Wat Foucault benadrukt is dat macht en wetenschap verstrengeld zijn.

### Nut van de gevangenis
Het netwerk van gevangenissen dat zich begin negentiende eeuw over Europa uitbreidt, is niet bedoeld om wetsovertreders te straffen (het officiële doel), maar om normen vast te leggen die misdadigers meten, beheersen en verbeteren (de disciplinering). Van meet af aan was het duidelijk dat de gevangenis de criminaliteit niet deed dalen. Welke doelen bereikte de gevangenis dan wel? Waarom bleef ze bestaan? Foucault toont de voordelen van de delinquentie voor de heersende groepen:
1. Delinquentie als niet-politiek gerichte misdadigheid was makkelijker te beheersen dan diffuus politiek verzet.
2. Delinquentie motiveert de uitbreiding van de politie, een instituut dat in de negentiende eeuw plots opkomt.
3. Delinquentie moraliseert het proletariaat.
4. Delinquenten beheersen (de voor de burgerij lucratieve) prostitutie, drugs- en wapenhandel.
5. Delinquenten dienen als verklikkers van de politieke activiteiten van de arbeidersbeweging.
6. De gevangenis helpt bij het beheersen, kennen en meten van criminelen.

Het raadselachtige is dat de kritiek de gevangenis niet veranderde. Wetsovertreders worden niet door de gevangenis geëlimineerd, maar onderscheiden en gedistribueerd.

### Biopolitiek
In Histoire de la séxualité I: La volonté de savoir (1976) en in verscheidene reeksen colleges aan het Collège du France, zoals Il faut défendre la société (1975-1976) en Sécurité, territoire, population (1977-1978) introduceert Foucault een tweede biomacht: biopolitiek. Terwijl bij discipline het individu het voorwerp is waarop macht wordt uitgeoefend, richt biopolitiek zich op de bevolking. De statistiek en de demografie vinden wetmatigheden in gedrag dat op individueel niveau willekeurig lijkt. Nataliteit, vruchtbaarheid of mortaliteit kennen op het niveau van een bevolking een duidelijk en beïnvloedbaar patroon.
In beide werken staat een stelling centraal: macht is niet iets dat louter ontkent, onderdrukt of onmogelijk maakt. Macht is juist positief en productief. De disciplinerende macht maakt het crimineel subject mogelijk, dat dan dienst kan doen als onderzoeksobject voor de criminologie. In dezelfde lijn hiervan bekritiseert Foucault, in Histoire de la séxualité, de 'repressiehypothese': de stelling dat er vandaag de dag machtsmechanismen aan het werk zouden zijn die onze seksuele identiteit, noden en behoeften zou onderdrukken. Een soort preutsheid die ons verbiedt over seks te spreken. Volgens Foucault is eerder het omgekeerde aan de gang: de macht ontkent seksualiteit niet, maar produceert juist enorm veel kennis erover. Via de machtsrelaties die spelen bij therapeuten, dokters en psychoanalytici worden individuen gedwongen de waarheid over hun eigen seksualiteit uit te spreken. Ze moeten zichzelf subjectiveren als pervers of als homoseksueel.
Foucault was van plan om het eerste deel van Histoire de la séxualité te vervolledigen met andere studies die zouden handelen over de (vroeg-)christelijke houding tegenover seksualiteit (La chair et le corps), de focus op het seksuele gedrag bij kinderen, zoals masturbatie vanaf de 19e eeuw (La croisade des enfants), de idee van de hysterische vrouw (La femme, la mère et l'hystérique), de perversies (Les pervers) en biopolitiek en racisme (Populations et races).

### Zorg van het zelf
In zijn laatste fase verandert Foucault. In plaats van te focussen op de moderne verhouding tot seksualiteit en homoseksualiteit, gaat hij terug in de tijd. In de laatste maanden van zijn leven verschijnen twee delen: L’usage des plaisirs en Le souci de soi. Een vierde deel, Les aveux de la chair, was bijna klaar toen Foucault stierf. Omdat Foucault eiste dat er geen postume werken van hem zouden verschijnen, bleef dit werk voor lang ongepubliceerd. In 2018 is het toch verschenen. In deze werken zoekt Foucault naar waarheids- en machtspraktijken (assujetissement). Hij focust op de oude Grieken en de technieken die het individu in staat stellen zich te subjectiveren. Door praktijken zoals ascese, het dagboekschrijven, de matigheid en de ataraxia bouwden de Grieken een levensstijl uit. Vaak was de rol van een mentor of leraar cruciaal, die toonde de weg.
Bij de vroege christenen zijn er gerelateerde praktijken. Bij hen is er zelfonderzoek aanwezig, maar radicaler en anders qua karakter. Eerder dan de objecten waarnaar men verlangt, worden de verlangens zelf onderzocht. Elk idee wordt bekeken en de bron ervan beoordeeld: ofwel komt hij van het goede, God, of van de Duivel. Dit leidt tot een 'hermeneutiek van het zelf'. Ook radicaliseert de relatie leerling-leraar in de biecht. Het resultaat is een 'pastorale macht', waarin een herder voor zijn kudde en elk apart schaap zorgt.
In zijn laatste colleges focuste Foucault op de cynici, een Griekse filosofische school, die een vorm van radicale zelfascese predikt. Vaak ontzeggen ze zich luxe, leven ze op straat en lappen ze de zeden aan hun laars. Een begrip is Parrèsia: het vrijmoedig spreken en de waarheid zeggen. Het draait om een handeling, gelijkend op een taalhandeling, waarbij iemand, verzekerd door een levenswandel en achtergrond, gerechtigd is de waarheid over een ander te spreken, al is die hard. Vaak impliceert dit een risico: wie de waarheid tegenover een tiran of heerser spreekt, riskeert het leven.

### Bestuurlijkheid
Een ander begrip van Foucault is dat van 'bestuurlijkheid' (gouvernementalité). Het duikt op in zijn colleges aan het Collège de France van 1977-78 (Securité, territoire et population) en wordt uitgewerkt in 1978-79 (Naissance de la biopolitique). Met dit begrip schuift Foucault een nieuwe benadering van de staat naar voor. De vraag is niet wat is de staat, maar hoe grijpt de staat in op de burger. Foucault benadrukt de intellectuele dimensie van het besturen. Besturen gaat niet enkel over brute macht of geweld, maar om een rationeel beleid dat subjecten aanzet tot zelfbestuur. Zo definieert Foucault macht als "conduire les conduites": het sturen van het zelfbestuur van de burgers. De staat stuurt de (gecreëerde) handelingsvrijheid van de burger. Thomas Lemke ziet drie uitgangspunten voor deze theorie:
1. De staat is niet onproblematisch maar een heterogene massa instellingen en instituties die door de tijd veranderen.
2. De staat hanteert bestuurstechnologieën die zelfbestuur stimuleert en de relatie tussen individu en staat in kaart brengt.
3. De staat is een resultaat van een strijd tussen belangengroepen (vakbonden, lobbygroepen, partijen...) die haar gebruiken voor hun eigen doelen.

In zijn collegereeks met de (misleidende) titel Naissance de la biopolitique werkt Foucault het staatsbegrip uit aan de hand van de liberale en het neoliberale. De liberale bestuurders vertrokken van de ideeën dat 1. de vrije markt onproblematisch is, 2. de staat miniem moet zijn en 3. dat vrije concurrentie tot evenwichten in ieders voordeel leidt. De neoliberale versie verschilt hiervan: 1. de vrije markt wordt bedreigd door sociale, buiten-economische invloeden. 2. de homo oeconomicus is drager van menselijk kapitaal en wil dit efficiënt en rationeel investeren. Ook onderwijs, zorg, huwelijk en vriendschap zijn 'markten'. Keuzes gebeuren volgens de opbrengst voor het eigen kapitaal. Deze verschuiving impliceert dat de neoliberale de voorwaarden moet scheppen die dit mogelijk maken, bijvoorbeeld door het mededingingsrecht te waarborgen, en de sociale invloeden onder controle te houden. Onderwijs en zorg moeten zo georganiseerd zijn zodat het menselijk kapitaal van de burgers optimaal rendeert. Na Foucault ontstond een bredere 'school' van governmentality studies met auteurs als Mitchell Dean, Colin Gordon, Thomas Lemke, Peter Miller en Nikolas Rose die de neoliberale bestuurlijkheid verder analyseren.

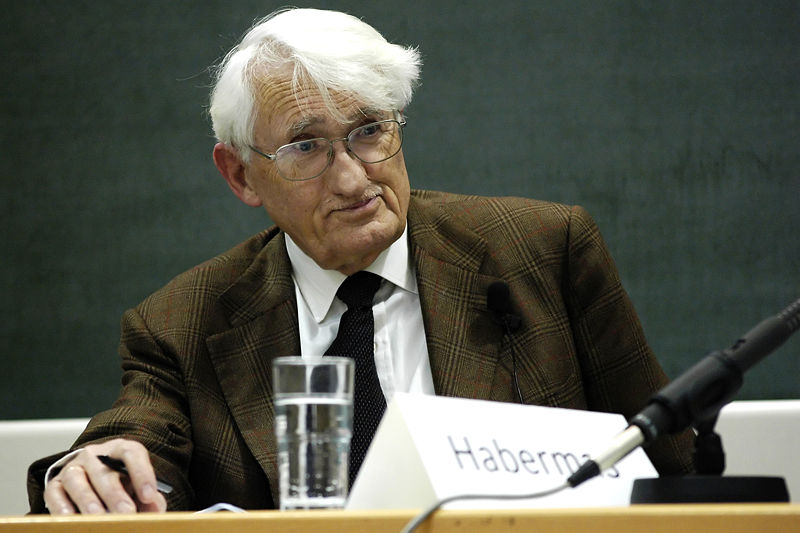
Foucault zet zich af tegen auteurs als Jürgen Habermas die maatschappijkritiek formuleren in naam van 'de' waarheid of 'het' goede. Foucault ziet zich als een intellectueel wiens waarde ligt in het produceren van gereedschapskisten voor lokaal verzet. De individuen moeten zelf beslissen, eerder dan luisteren naar de filosoof die voor hen de waarheid spreekt.

### Rol van de intellectueel
Foucault zet zich in zijn werk ook fel af tegen het ideaal, dat hij aan het werk ziet bij auteurs als Jean-Paul Sartre en Jürgen Habermas: de taak van de filosoof als dat van een 'universele intellectueel', die een kritiek op de maatschappij opstelt in naam van 'de' waarheid of 'het' goede:

Ik wil als intellectueel niet de profeet of de moralist spelen. De mensen zijn op politiek en moreel gebied volwassen geworden. Zij moeten individueel en collectief keuzes maken. Ik vind het belangrijk te zeggen hoe een bepaald regime functioneert en hoe het samengesteld is, en een reeks manipulaties en mystificaties te verhinderen. Maar het zijn de mensen die moeten kiezen.

Foucault ziet zichzelf eerder als een 'specifiek intellectueel', wiens waarde ligt in het produceren van gereedschapskisten voor lokaal verzet. De individuen moeten zelf beslissen, eerder dan luisteren naar de filosoof die voor hen de waarheid spreekt. Hij schrijft:

De rol van de intellectueel bestaat erin dat hij door de analyses die hij maakt op domeinen waarmee hij vertrouwd is, de vanzelfsprekendheden en postulaten opnieuw in vraag stelt, de gewoontes, de wijzen van doen en denken dooreenschudt, de ingeburgerde vertrouwdheden doet verdwijnen, de maat van de regels en de instellingen opnieuw neemt, en dat hij, vanuit dit herproblematiseren (waar hij zijn specifieke beroep van intellectueel vervult), participeert aan de vorming van een politieke wil (waar hij zijn rol van burger moet spelen).

### Eenheid in oeuvre
Een belangrijke vraag die in de secundaire literatuur over Foucault wordt gesteld is de vraag of er sprake is van een eenheid doorheen het hele oeuvre van Foucault of dat men moet spreken van verschillende (onverzoenbare) fases of breuken. Deze discussie blijkt al uit de klassieke opdeling van zijn oeuvre in drie verschillende thematieken: eerst waarheid en kennis, dan macht en uiteindelijk subjectiviteit. Foucault zelf herhaalt op verschillende plaatsen dat dit geen breuken zijn, maar dat hij slechts hetzelfde vanuit verschillende perspectieven heeft beschreven.
Zo is het mogelijk om zijn oeuvre vanuit een van deze drie pijlers te begrijpen. Vanuit zijn eerste fase, een zoektocht naar de epistemologische voorwaarden van het tot stand komen van waarheid, kan men stellen dat hij in zijn tweede fase de rol van macht in de productie van waarheid onderzoekt, via onder meer de biecht en bekentenis, en in zijn laatste fase zich focust op de wijze waarop het 'ik' of het 'zelf' tot stand komt door waarheid te spreken (parrèsia) over zichzelf. Vanuit het perspectief van macht kan men naar de eerste fase kijken als een onderzoek naar de rol van het produceren van kennis en waarheid in de vorming van verschillende machtsstructuren. Ook het 'zelf' wordt grotendeels gevormd door de machtsstructuren waarin de persoon in kwestie zich bevindt. Van het individu wordt een dossier aangemaakt waarin kennis over hem verzameld wordt en zo komt ook een specifiek begrip van zijn subjectiviteit tot stand: als patiënt, als gevangene, als consument, enzovoort. Ten slotte kan men het ook vanuit het derde perspectief bekijken: de kernvraag is dan hoe mensen gesubjectiveerd worden, hoe hun 'zelf' tot stand komt, en welke rol bepaalde kennis- en machtsstructuren hierin spelen. In zijn werk hield Foucault zich dan bezig met de mate waarin het zelf tot stand komt door zich in te schrijven in épistémès of in machtsstructuren.
Ook de secundaire literatuur bevestigt deze eenheid. Een kritische versie vindt men bij Beatrica Han, die stelt dat Foucaults poging om de épistémè, het vertoog, de problematiek of het waarheidsspel in kaart te brengen faalt omdat het zich schuldig maakt aan dat wat het aanvalt. Foucault zou enkel empirisch-waarneembare schema's in kaart brengen, wijzen waarop mensen feitelijk spreken. Het mist echter elke normatieve dimensie: mensen kunnen hoogstens handelen in overeenstemming met die patronen, maar ze volgen die regels niet. Een andere visie vindt men dan weer terug bij Gilles Deleuze. Volgens Deleuze kan men Foucaults hele opzet begrijpen vanuit de relatie tussen de woorden en de dingen, en de rol van macht als onderhandelaar tussen beide. Foucault focust zich op hoe machtsstructuren bepaalde zichtbare dingen aan bepaalde woorden linken. Iemand als Kevin Thompson wijst dan weer op de relevantie van een bepaalde traditie van de Franse filosofie om de opzet van Foucaults oeuvre te begrijpen. Auteurs zoals Jean Cavaillès en Georges Canguilhem kunnen geplaatst worden onder een 'filosofie van het concept', tegenover een 'fenomenologie van het subject' zoals men die bij Edmund Husserl of Jean-Paul Sartre vindt. Het grote verschil is dat de klassieke fenomenologie vertrekt van atemporele structuren van het bewustzijn of transcendentaal subject, terwijl deze filosofie van het concept hier een historische dimensie aan toevoegt. De centrale vraag is niet 'wat zijn de structuren van het transcendentaal subject die ervoor dat de dingen verschijnen aan ons bewustzijn zoals ze verschijnen?', maar 'Hoe evolueren deze transcendentale structuren in de loop van de geschiedenis?'. Foucaults werk staat dus in het teken van een zoektocht naar de transcendentale structuren van een periode en de rol van macht hierbij.
Doch deze unificerende visies kunnen in vraag worden gesteld. Rob Devos stelt dat Foucaults latere kritiek op de regressiehypothese evengoed van toepassing is op zijn eigen vroege werk. In zijn Histoire de la folie ziet hij macht als iets negatiefs en onderdrukkend, terwijl hij in zijn latere werk het begrip macht-weten (pouvoir-savoir) hanteert om aan te tonen dat macht constitutief is voor kennis. Tegelijkertijd lijkt Foucault de menswetenschappen te bekritiseren voor hun nauwe band met macht. Zijn vroegere werk lijkt aan deze kritiek te ontsnappen omdat hij zich daar vooral focust op de epistemologische aspecten van de menswetenschappen. Rudi Visker stelt dat zijn vroege archeologische fase de meest consistente periode is, terwijl zijn latere genealogische fases problematischer zijn.

## Inspiratie

### Franse epistemologie
Foucaults focus, zeker in zijn vroege werk, op de ontstaansvoorwaarden voor kennisvormen, verraadt de invloed van de Franse epistemologie en wetenschapsfilosofie. In tegenstelling tot de Anglosaksische traditie in de wetenschapsfilosofie, focust de Franse op wetenschapsgeschiedenis. Bekende namen hierin zijn Gaston Bachelard, Jean Cavaillès, Georges Canguilhem en Alexandre Koyré. Foucault past in deze traditie door de verwante terminologie zoals 'épistémè' en epistemologische deblokkeringen. Ze lijken geïnspireerd op Bachelards noties van 'epistemologische breuk' (rupture épistémologique) en 'epistemologisch obstakel' (obstacle épistémologique).
Canguilhem was promotor van Foucaults proefschrift, Histoire de la folie. Het vertoont qua onderwerpen sterke overeenkomsten. Canguilhem bekendste werken handelen over de geneeskunde, ziekte, gezondheid en normaliteit. Canguilhems belangstelling voor de rol van (sociale) normen weerspiegelt zich in Foucaults boeken L'histoire de la folie en Naissance de la clinique. Foucault bevestigt de verwantschap in zijn voorwoord voor de Engelse vertaling van Canguilhems Le normal et le patholoqiue (1943):

Take away Canguilhem and you will no longer understand much about Althusser, Althusserism and a whole series of discussions which have taken place among French Marxists; you will no longer grasp what is specific to sociologists such as Bourdieu, Castel, and Passeron and what marks them so strongly within sociology; you will miss an entire aspect of the theoretical work done by psychoanalysts, particularly by the followers of Lacan. Further, in the entire discussion of ideas which preceded or followed the movement of ’68, it is easy to find the place of those who, from near or from afar, had been trained by Canguilhem.

### Structuralisme
Foucaults beroemdheid begon met Les mots et les choses in 1966. In die tijd kwam het structuralisme tot bloei met auteurs als Louis Althusser, Roland Barthes, Jacques Lacan en Claude Lévi-Strauss. Het structuralisme analyseerde de maatschappij vanuit onderliggende structuren. Het zette zich af tegen het gangbare 'humanisme' en focus op het subject. Het werd gezien als tegenstander en opvolger van het existentialisme en de fenomenologie. Les mots et les choses leek hierin te passen omwille van zijn theoretisch antihumanisme. De samenleving werd geanalyseerd vanuit 'epistèmes', eerder dan uit menselijke intenties en verlangens:

Wij hebben de generatie van Sartre zeker ervaren als een moedige generatie, die gepassioneerd was voor het leven, de politiek, de existentie. Maar wij hebben iets anders ontdekt: de passie voor “het systeem”. Wat is dit anonieme systeem zonder subject? Wat denkt er? Het “ik” is geëxplodeerd (kijk naar de moderne literatuur). Het is de ontdekking van het “er is” (il y a). Er is een men. Wij zijn in zekere zin terug bij het gezichtspunt van de 17e eeuw, met dit verschil dat wij niet de Mens op de plaats van God stellen, maar een anoniem denken, het weten zonder subject, het theoretische zonder identiteit.

Later distantieerde Foucault zich van de 'structuralist'. Het is een eigenschap die vele structuralisten typeert (ook Althusser ontkende dit). Volgens Foucault hebben de structuralisten te weinig inzicht in historische verandering. Het structuralisme is voor Foucault de aankondiging van de dood van de mens.

### Friedrich Nietzsche

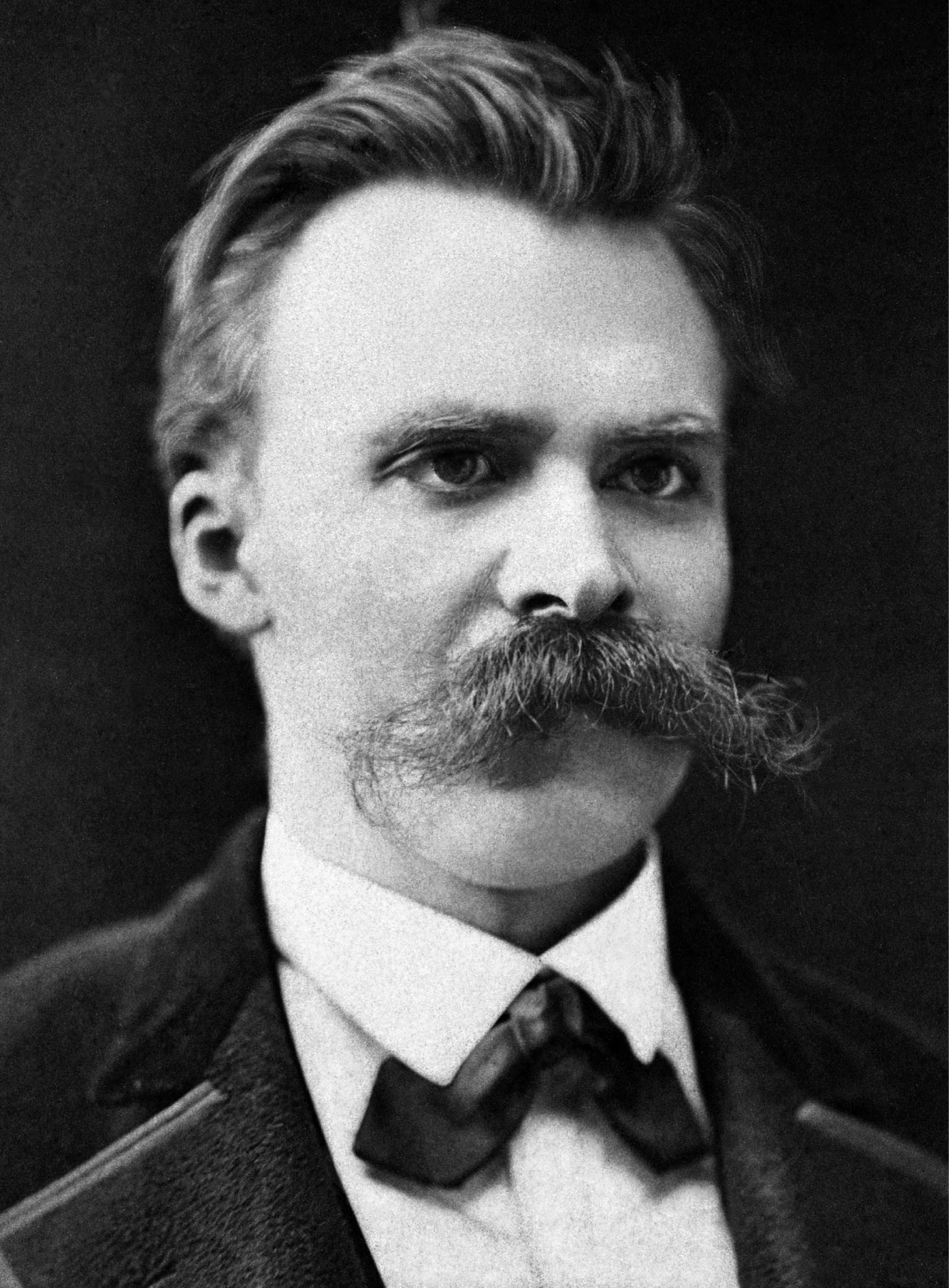
Friedrich Nietzsche was een van Foucaults inspiratiebronnen.

Foucaults interesse in Nietzsche blijkt uit een tekst uit 1971, Nietzsche, la généalogie, l'histoire, waarin hij diens methode analyseert en overneemt in Surveiller et punir (1975). Hij bespreekt de methode in zijn colleges zoals Il faut défendre la société (1975-1976). Nietzsches invloed blijkt uit de ondertitel van Foucaults Histoire de la séxualité (1976), La volonté de savoir. Nietzsche sprak van een "wil tot weten" die nooit los stond van de "wil tot macht". Foucault stelde dat er een verband is tussen macht en weten en spreekt van pouvoir-savoir. Ten slotte valt de gedeelde interesse in de disciplinering van het 'lichaam' op.
Foucault leerde Friedrich Nietzsche kennen via Georges Bataille en Maurice Blanchot. Nietzsches invloed komt er in de 'tweede periode', als hij zich toelegt op macht. Foucault neemt de methode van de genealogie over die Nietzsche introduceerde in Zur Genealogie der Moral (1887) waarbij hij zoekt naar de herkomst van de moraal. Voor Nietzsche was de moraal iets toevallig, een ressentiment, geen resultante van vooruitgang.

### Andere invloeden
Naast deze invloeden speelt het werk van Immanuel Kant een rol. Foucault schreef zijn kleine thesis over Kants antropologie. Later verwijst hij naar Was ist Aufklärung? (1784), met een publicatie met dezelfde titel: Qu'est-ce que les Lumières? (1984). Foucault plaatst zich in de lijn van Kant door de geschiedenis te schrijven van het heden. "We leven in een tijd van verlichting en niet in een verlichte tijd." Verder zijn er de literaire invloeden van Maurice Blanchot en Georges Bataille en de historische studies van Georges Dumézil, waarmee Foucault bevriend was. Ten slotte is er volgens commentatoren, maar door Foucault amper vermelde invloed, het werk van Martin Heidegger. Die is aanwezig in de vroegste werken, zoals Maladie mentale et personnalité (1954) en blijft meespelen in zijn latere denken.

## Invloed
In Frankrijk had Foucault een invloed op vele filosofen waarmee hij tevens vaak bevriend was, bijvoorbeeld Louis Althusser, Georges Canguilhem, Gilles Deleuze en Bernard Stiegler. Deleuze en Felix Guattari hun L'Anti-Œdipe (1972) vertoont zo bijvoorbeeld sterke overeenkomsten met de thematiek van Foucault. Foucault schreef tevens het voorwoord op dit werk. De analyse van macht en de hedendaagse maatschappij door Deleuze en Guattari lijkt sterk overeen te komen met die van Foucault, maar een groot verschil is dat Deleuze en Guattari het verbinden met een ontologie. Terwijl Foucault enkel spreken over hoe macht werkt (een analytiek van de macht), zoeken Deleuze en Guattari naar wat macht ook in wezen is. Concreter analyseren ze het aan de hand van de begrippen deterritorialisatie en reterritorialisatie. Het leven is voor Deleuze en Guattari getypeerd door een neiging tot deterritorialisatie: het verwijdert zich steeds van het centrum, van alle hiërarchische structuren. Macht wordt hier opgevat al een reterritorialisatie: het terugbrengen van deze elementen tot een hiërarchische structuur.
Verder is ook een korte tekst van Deleuze beroemd geworden, Post-scriptum sur les sociétés de contrôle. Hierin bouwt Deleuze verder op de analyse van Foucault van de disciplinemaatschappij. Deleuze stelt dat er sinds midden van de 20e eeuw een verschuiving is gebeurd van een disciplinemaatschappij naar een controlemaatschappij. Het model is niet langer de gevangenis, maar het bedrijf. Individuen worden niet zozeer meer in disciplines gecontroleerd (de gevangenis, de school, enzovoort), maar controle wordt nu uitgeoefend terwijl ze in beweging zijn. Dit gebeurt aan de hand van een controle van big data: individuen worden gevolgd via camera's, bankgegevens en klantenkaarten. In die zin spreekt Deleuze ook liever over het 'dividu': individuen zijn tegenwoordig versplinterd over verschillende codes en wachtwoorden.
Foucaults populariteit in de Franse academische wereld is dusdanig dat hij postuum wel als een "officiële filosoof" is gekenschetst: een dwarse denker, wiens werk men echter veilig kan citeren om vrijwel elke stelling te onderbouwen en gepubliceerd te krijgen.
De Angelsaksische wereld kent het werk van Foucault minder. Toch liet de wetenschapsfilosofie van Ian Hacking zich beïnvloeden. Die focust op de geschiedenis van de statistiek. In het Nederlandstalig gebied is Foucault dan weer cruciaal binnen het werk van Hans Achterhuis, die dit uitwerkt binnen een kritiek op fenomenen zoals de andragogie en arbeid.

### Italiaanse filosofen
Foucaults oeuvre beïnvloede (via Deleuze) de Italiaanse denkers Giorgio Agamben, Roberto Esposito, Maurizio Lazzarato, Antonio Negri en Paolo Virno. Negri en Virno hanteren Foucaults analyses van biomacht en biopolitiek om een herlezing van het marxisme uit te voeren. De overgang van het fordistische kapitalisme naar de postfordistische maatschappij laat zien hoe de overheid zich aanvankelijk louter mengde op gebied van de arbeid, in tegenstelling tot tegenwoordig. Het hele menselijk bestaan wordt in het kapitalisme opgenomen: kenniseconomie, mondialisering, telewerken, de cruciale rol van creativiteit en taal in (diensten)arbeid heft het onderscheid tussen privé en werk op.
In het boek Empire: De nieuwe wereldorde (2000) van Michael Hardt en Negri volgen de auteurs het methodologisch principe van Foucault om van onderuit, bij het verzet te beginnen, wil men de macht begrijpen. Juist als Deleuze, echter, vatten ze dit wel ontologisch op. In tegenstelling tot het klassiek marxisme dat geneigd is te stellen dat het de productieverhoudingen zijn die de maatschappij sturen, stellen zij dat de verschuivende productieverhoudingen een reactie zijn op de spontane creativiteit van de 'menigte'. Zo schrijven ze:

Wanneer de actie van het Empire effectief is, is dat niet te danken aan zijn eigen kracht maar aan het feit dat het wordt aangedreven door zijn reactie op het verzet van de massa tegen de imperiale macht. Je zou kunnen zeggen dat in die zin verzet feitelijk voorafgaat aan macht.

Lazzarato is marxistisch geïnspireerd en gebruikt Foucault om het hedendaagse neoliberalisme te begrijpen. Dit doet hij aan de hand van het begrip van 'schuld', dat naast een economische een morele betekenis heeft. Lazzarato stelt dat het hedendaags subject aangezet wordt om zich neoliberaal te gedragen doordat het in een schuldrelatie staat tegenover anderen. Esposito werkt op het begrip van 'biomacht', los van het marxistisch kader, en gaat verder in op hoe dit speelt in het vormen van een gemeenschap en de uitsluiting.
Bij Agamben is de invloed van Foucault groot, maar anders. Agamben is geïnteresseerd in het contrast tussen soevereine en biomacht bij Foucault. Terwijl dit bij Foucault naar voren komt als een strikte tegenstelling, herleest Agamben de geschiedenis als een gradueel verschuiven van de ene pool naar de andere. Dit thema staat centraal in werken zoals Homo Sacer (1995) en Quel che resta di Auschwitz (1998). In Homo Sacer schrijft Agamben:

De stelling van Foucault zal derhalve moeten worden gecorrigeerd, of tenminste moeten worden aangevuld in de zin dat de moderne politiek niet gekenmerkt wordt door opname van het zoè in de polis, wat op zich al zeer oud is, noch enkel door het feit dat het leven als zodanig een prominent object van de berekeningen en planningen van de staatsmacht wordt. Doorslaggevend is eerder het feit dat het naakte leven, dat zich oorspronkelijk in de marge van de politieke orde bevindt, gelijk met het proces waarin de uitzondering de regel wordt, gaat samenvallen met de politieke ruimte, waarin uitsluiting en insluiting, buiten en binnen, bios en zoè, recht en feit, in een zone komen waar hun onderscheid wegvalt. De uitzonderingstoestand, die het naakte leven buiten de politieke orde sloot en er tegelijkertijd in gevangen nam, was in haar afscheiding feitelijk het verborgen fundament waarop het hele politieke bestel rustte.

In het concentratiekamp ziet Agamben een mengeling van soevereine macht (het levens afnemen en uitsluiten van Joden) als biomacht (de genocide werd gekaderd in termen van 'ziek leven' dat de productie van het Duitse volk in de weg stond). Ook in de hedendaagse democratieën is deze spanning aanwezig.

### Menswetenschappen

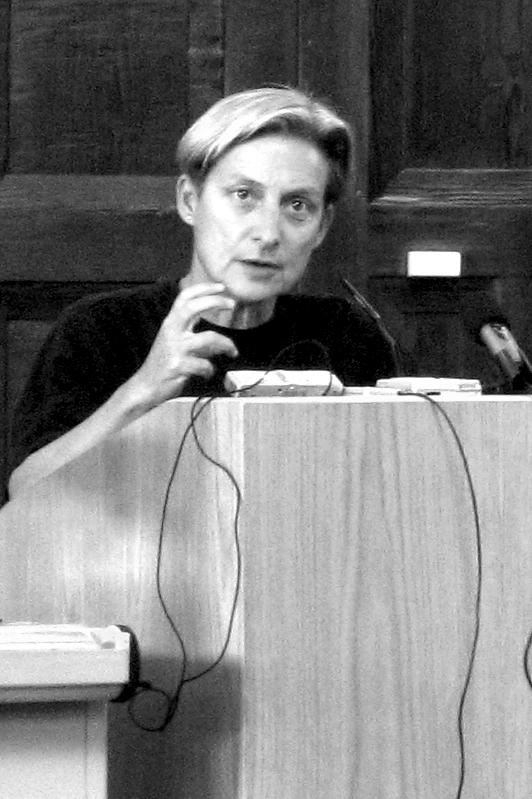
Judith Butler is in haar werk sterk beïnvloed door Michel Foucault.

Naast de filosofie, was het werk van Foucault invloedrijk in de sociale wetenschappen. Zo is hij een van de meest geciteerde auteurs van de discoursanalyse en de school van govermentality studies. Verder was Foucault van belang bij feministen Judith Butler, David M. Halperin en Donna Haraway. Verder hanteren vele bekende sociologen begrippen van Foucault. Voorbeelden hiervan zijn Talal Asad, Pierre Bourdieu, Michel de Certeau, François Ewald, Anthony Giddens, Paul Rabinow, Edward Said en Loïc Wacquant.

## Kritiek en debat

### Historische inaccuraatheid
De meeste werken van Foucault steunen op historische claims die bekritiseerd zijn. Zo steunen de stellingen in Folie et déraison over de geschiedenis van de waanzin op Franse bronnen. Auteurs als Klaus Doerner of Roy Porter vinden geen gelijkaardige verschuivingen in Duitsland of Groot-Brittannië. Ook de neiging te veralgemenen, is bekritiseerd.
Les mots et les choses (1966) is bekritiseerd vanuit historisch oogpunt. Eerst komt de kritiek op de tekstinterpretatie van het werk van Descartes of Buffon. Daarnaast is het épistémès ter discussie gesteld, gezien Foucaults vaagheid over het begrip. Verder gebruikt Foucault eenzijdig de bronnen. In de Renaissance benadrukt hij de hermetische auteurs en negeert hij de empirische wetenschappelijke auteurs zoals Copernicus en Vesalius. Ook de hedendaagse filosofen Husserl en Merleau-Ponty negeert hij te makkelijk, net zoals de analytische filosofie.

### Relativisme
Foucault is vatbaar voor het verwijt van een relativisme dat zichzelf ondergraaft. In Les mots et les choses beschrijft hij de épistémès in de geschiedenis die het denken van een periode structureert. Zijn werk situeert zich echter in de épistémè van 1966. Zo is Foucaults stelling relatief aan vooronderstellingen uit deze épistémè. Zo zou hij afwijken van wetenschapsfilosofen zoals Bachelard of Canguilhem, waarop hij zich inspireert en die een eigen rationaliteit aan de wetenschap toeschrijven.
De kritiek is te nuanceren. De archeologische methode lijkt niet van toepassing op de exacte wetenschappen. Foucault analyseert niet de kennis in zijn geheel maar een lokaal kennisdomein (de psychiatrie, de menswetenschappen) van 'dubieuze' aard. Hij ontmaskert deze wetenschappen niet als 'ideologie' maar als een structuur van machtsrelaties. Verder is er het onderscheid tussen 1. de waarheid die naar boven komt via een épistémè en 2. het feit dat waarheid enkel geldig is in dit épistémè: het is niet omdat waarheid tot stand komt in een maatschappij, dat ze enkel in die maatschappij geldt.

### Cryptonormatief
Een van de vroege critici was de jonge Jacques Derrida. In Cogito et histoire de la folie (1963) toont Derrida dat Foucaults geschiedenis van de waanzin zichzelf ondergraaft. Derrida stelt dat Foucault enerzijds de psychologie bekritiseert in haar aanspraak om de 'werkelijke' waanzin en menselijke psyche te kennen. Anderzijds doet hij dat zelf vanuit een aanspraak op 'de oorspronkelijke' waanzinnige, de vergeten waanzin. Foucault zondigt dus aan dat wat hij bekritiseerde. Derrida stelt dat Foucault de grenzen van wat de rede over de waanzin kan zeggen aan de kaak stelt en tegelijk zelf een redelijk discours over de waanzin formuleert. Een gelijkaardige kritiek is te vinden bij Pierre Macherey. Hij stelt dat Foucault geen geschiedenis schrijft van het begrip waanzin, maar een geschiedenis die 'de' waanzin overkomt. Een gelijkaardige claim is te vinden in Les mots et les choses, waarin hij de 'dood van de mens' bejubelt en beschrijft als een 'bevrijding'. Het is onduidelijk op basis waarvan hij dit als een bevrijding ziet.
Op het latere werk, in de eerste plaats op Foucaults stellingen over de disciplinemaatschappij, kwam gelijkaardige kritiek vanuit de Frankfurter Schule en de kritische theorie. Foucault beschrijft in Surveiller et punir machtsverschuivingen in de moderne tijd, maar doet dit niet neutraal maar kritisch. Hij lijkt de huidige macht te bekritiseren zonder een normatieve standaard te geven waarom deze macht slecht is. Impliciet lijkt hij te stellen dat er iets fout mee is, maar het is niet duidelijk wat. Nancy Frazer, een leerlinge van Jürgen Habermas, kaart dit aan:

Why is struggle preferable to submission? Why ought domination to be resisted? [...] Only with the introduction of normative notions could [Foucault] begin to tell us what is wrong with the modern power/knowledge regime and why we ought to oppose it.

### Humanisme versus structuralisme

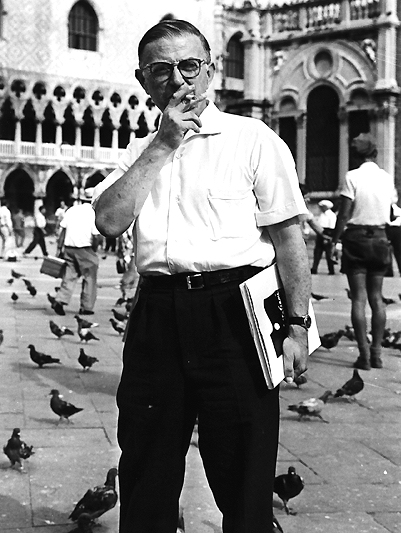
In 1966 uitte Sartre zich in een interview in L'Arc waarin hij stelt dat Foucaults Les mots et les choses een reactionair werk is dat als doel heeft elke historische reflectie en het historisch materialisme onmogelijk te maken. Hij noemde Foucaults denken een ideologie en de "laatste barricade die de bourgeoisie weet op te trekken tegen Marx".

Een ander bekend dispuut, hoewel niet altijd even expliciet gevoerd, is dat met het in Frankrijk toonaangevende existentialisme na de Tweede Wereldoorlog, met name het werk van Jean-Paul Sartre. Sartre werd al eerder door Claude Lévi-Strauss bekritiseerd, namelijk in het laatste hoofdstuk van La pensée sauvage (1962) en zou later ook bijvoorbeeld door Althusser kritiek te verduren krijgen in Réponse à John Lewis (1973). Foucaults Les mots et les choses (1966) zou in zijn oorspronkelijke versie talloze verwijzingen naar en kritieken op Sartre bevatten, maar deze werden er uiteindelijk toch uitgehaald. 
Toch werd dit werk door Sartre opgemerkt en hij publiceerde dan ook een vurige kritiek op dit werk waarin de centrale plaats en de vrijheid van de mens volgens hem werd ontkend. Vooral de idee dat de mens slechts een historische uitvinding is, die evengoed weer zal verdwijnen vloekt ook met het vertrekpunt van het humanisme en de fenomenologie, die de mens en zijn ervaring juist als vertrekpunt nemen. Al in 1966 uitte Sartre zich fel in een interview gepubliceerd in L'Arc waarin hij stelt dat Foucaults Les mots et les choses een reactionair werk is dat enkel als doel heeft elke serieuze historische reflectie, en zo dus het historisch materialisme, onmogelijk te maken. Hij noemde Foucaults denken dan ook een nieuwe ideologie, en de "laatste barricade die de bourgeoisie weet op te trekken tegen Marx". Later zou Foucault hierop reageren door te stellen: "Arme bourgeoisie; Als ze mij al nodig hebben als 'barricade', dan hebben ze reeds de macht verloren!"

### Colleges aan Collège de France
| Jaartal   | Franse versie                               | Nederlandse vertaling                 |
| --------- | ------------------------------------------- | ------------------------------------- |
| 1970–1971 | La Volonté de Savoir (2011)                 |                                       |
| 1971–1972 | Théories et Institutions Pénales (2015)     |                                       |
| 1972–1973 | La Société Punitive (2013)                  |                                       |
| 1973–1974 | Le pouvoir psychiatrique (2003)             |                                       |
| 1974–1975 | Les anormaux (1999)                         |                                       |
| 1975–1976 | Il faut défendre la société (1997)          |                                       |
| 1976–1977 | Sabbatjaar - geen college                   |                                       |
| 1977–1978 | Sécurité, territoire, population (2004)     |                                       |
| 1978–1979 | Naissance de la biopolitique (2004)         | De geboorte van de biopolitiek (2013) |
| 1979–1980 | Du gouvernement des vivants (2012)          |                                       |
| 1980–1981 | Subjectivité et Vérité (2014)               |                                       |
| 1981–1982 | L'Herméneutique du sujet (2001)             |                                       |
| 1982–1983 | Le Gouvernement de soi et des autres (2008) |                                       |
| 1983–1984 | Le courage de la vérité (2009)              | De moed tot waarheid (2011)           |

### Overige Nederlandse vertalingen
- 'Historisch weten' (1976), in: Te Elfder Ure 29 (1976)
- 'Twee typen macht' (1976), in: Te Elfder Ure 29 (1976)
- 'Gezondheidspolitiek in de achttiende eeuw' in: Te Elfder Ure 30 (1976)
- 'Recht over de dood en macht over het leven', in: Te Elfder Ure 30 (1976)
- 'Nietzsche, de genealogie, de geschiedschrijving' (1971), in: Eric Bolle (ed.), Michel Foucault & Gilles Deleuze: Nietzsche als genealoog en als nomade, Nijmegen 1981
- 'De macht en lichaam' (interview), in: Krisis 3 (1981), 48-56
- 'De archeologie van het weten' (1969), in: Te Elfder Ure 31 (1982)
- Ervaring en waarheid: Duccio Trombadori in gesprek met Michel Foucault (1985)
- De verbeelding van de bibliotheek: essays over literatuur (1986, ook als luisterboek)
- 'Hoe wordt macht uitgeoefend' (1983), in: Comenius (1987), afl. 28, pp. 482–492
- 'Kritiek en Verlichting', in: Krisis 14 (1994), afl. 56, pp. 64–79
- Breekbare vrijheid: de politieke ethiek van de zorg voor zichzelf (1995), vertaling Rob van den Boorn et al.
- 'Wat is Verlichting', in: Yang 36 (2000), 68-81
- Breekbare vrijheid: teksten & interviews, ed. Laurens ten Kate en Aukje van Rooden (2004), bevat o.a.'Het denken van het buiten' (1967), 'De orde van het spreken' (1971) en 'Nietzsche, de genealogie, de geschiedschrijving' (1971), 'Schrijven vanuit een ervaring', 'Zorg voor zichzelf',  'Zelftechnieken', 'Individualisering door politieke technologieën' en 'De ethiek van de zorg voor zichzelf…’ (interview)

- Bibsys: 90051324
- Biblioteca Nacional de Chile: 000041814
- Biblioteca Nacional de España: XX877672
- Bibliothèque nationale de France: cb11903202t (data)
- Catàleg d'autoritats de noms i títols de Catalunya: 981058512802606706
- CiNii: DA00453901
- Digitale Bibliotheek voor de Nederlandse Letteren: fouc006
- Gemeinsame Normdatei: 11853453X
- International Standard Name Identifier: 0000 0001 2146 278X
- Library of Congress Control Number: n79065356
- Nationale Bibliotheek van Letland: 000006184
- MusicBrainz: 6108a775-99df-4be6-b497-9d77bc24a495
- Bibliotheek van het Japanse parlement: 00439918
- Nationale Bibliotheek van Tsjechië: jn19990002361
- Nationale bibliotheek van Australië: 35096225
- Nationale Bibliotheek van Israël: 987007261203705171
- Nationale Bibliotheek van Polen: a0000001183297
- Nationale en Universitaire bibliotheek Zagreb: 000001551
- Nederlandse Thesaurus van Auteursnamen: 068190549
- Réseau des bibliothèques de Suisse occidentale: 02-A003255406
- RKD-Nederlands Instituut voor Kunstgeschiedenis: 28764
- Istituto Centrale per il Catalogo Unico: CFIV040224
- LIBRIS: 187273
- SNAC: w67h5dqf
- Système universitaire de documentation: 026870290
- Trove: 825444
- Union List of Artist Names: 500240445
- Virtual International Authority File: 104722665
- WorldCat: E39PBJwHjyPd7fJmykthGvkkXd